# غونزالو دياز (لاعب كرة قدم)
غونزالو دياز (بالإسبانية: Gonzalo Díaz)‏ (1 مارس 1990 في الأرجنتين - ) هو لاعب كرة قدم أرجنتيني في مركز الوسط. لعب مع انيستتوتو وديفنسا خوستيكا وغودوي كروز ونادي أمريكا ونادي تيخوانا ونادي لانوس وAsociación Atlética Luján de Cuyo ‏ وUnión de Sunchales ‏ وRacing de Córdoba ‏.

## وصلات خارجية
- غونزالو دياز على موقع قاعدة بيانات كرة القدم.إي يو (الإنجليزية)
- غونزالو دياز على موقع Soccerway.com (الإنجليزية)
- غونزالو دياز على موقع AS.com (الإسبانية)